# Claudia Wiedemer
Claudia Wiedemer (* 1973 in Bonn) ist eine deutsche Schauspielerin.

## Leben
Wiedemer absolvierte bis 1996 an der Stage Art Musical School Hamburg ein Studium mit einer Ausbildung in Tanz und Gesang sowie Schauspielkunst. Ab 1997 war sie in Hamburg als Schauspielerin tätig und hatte anschließend verschiedene Engagements in Theatern und auf Bühnen, wie unter anderem in Berlin, Bad Hersfeld, Dresden, Düsseldorf, Wien und Zürich. Wiedemer hatte bei ihren Auftritten in den verschiedenen Häusern mit Regisseuren wie Holk Freytag, Michael Gruner, Dominique Horwitz, Julian Klein, Annette Pullen, Nicolas Stemann und Kay Voges zusammengearbeitet. Im Berliner Theater unterm Dach erhielt 2004 eine Aufführung der Grete aus der Trilogie der klassischen Mädchen, wo sie in einer titelgebenden Rolle auftrat, den Friedrich-Luft-Preis. Anschließend wurde sie selbst Jurorin des Friedrich-Luft-Preises. Des Weiteren ist Wiedemer in der Künstlergruppe A Rose Is tätig. 2009 hatte sie einen Auftritt in der deutschen Fernsehserie In aller Freundschaft (Folge 429: Die Sorgen der Väter). Seit 2009 ist sie auch als Synchronsprecherin in einigen Fernsehserien in Erscheinung getreten und hatte in dem Fernsehfilm Northpole: Weihnachten steht vor der Tür 2015 für Anana Rydvald gesprochen.
Wiedemer lebt und arbeitet derzeit in Berlin.